# Michel Desjoyeaux
Michel Desjoyeaux (Concarneau, 16 juli 1965) is een Franse zeiler. Hij is bekend vanwege zijn succes in het solowedstrijden over lange afstand, en is de Franse solo-zeiler met de meeste medailles.
Desjoyeaux' vader Henri was zeilinstructeur van beroep, waardoor Michel en zijn vijf broers en zussen al van jongs af aan bij het zeilen betrokken waren. Op zijn twintigste voer hij zijn eerste grote wedstrijd toen Éric Tabarly hem meenam op zijn jacht Côte-d'Or in de Whitbread Round the World 1985-1986 (nu de Volvo Ocean Race). Het team eindigde deze zeilwedstrijd om de wereld als tiende in het eindklassement. Desjoyeaux keerde terug in de race in 1989-1990 en 1993-1994, en eindigde respectievelijk als zesde en zevende.
Sinds 1990 vaart Desjoyeaux voornamelijk solo-zeilwedstrijden in monohulls en trimarans van 60 voet. Hij won de Vendée Globe 2000-2001 en de Vendée Globe 2008-2009, waarmee hij de enige persoon is die deze race meer dan eens won. In 1992, 1998 en 2007 was hij de beste in de Solitaire du Figaro, een meerdaagse solo-wedstrijd buiten de kust van Frankrijk. In 2002 behaalde hij de overwinning in de Route du Rhum, een Trans-Atlantische solo-wedstrijd van het Franse Saint-Malo naar Pointe-à-Pitre in Guadeloupe. De vergelijkbare Single-Handed Trans-Atlantic Race won hij in 2004, terwijl de Transat Jacques Vabre in 2007 werd gewonnen. De eindoverwinning in de etappewedstrijd Istanbul Europa Race behaalde hij in 2009. 
Desjoyeaux keert na ruim 20 jaar terug in de Volvo Ocean Race als bemanningslid van het jacht MAPFRE in de editie van 2014-2015. Hij voer de eerste etappe aan boord mee, en stapte daarna over naar het ondersteunende team op de wal.
Van februari 2001 en februari 2004 was Desjoyeaux houder van het wereldrecord zeilen rond de wereld in een monohull (in oostwaartse richting). Hij voer de afstand van 21760 zeemijl in 93 dagen, 3 uren, 57 minuten en 32 seconden. Hij raakte het record kwijt aan Vincent Riou, maar heroverde het in februari 2009 met een tijd van 84 dagen, 3 uren, 9 minuten en 8 seconden. Dit record hield stand tot januari 2013.
Desjoyeaux werd in 2005 benoemd tot ridder in het Legioen van Eer vanwege zijn zeilprestaties. Hij woont en traint in La Forêt-Fouesnant in Bretagne. Hij is getrouwd en heeft drie kinderen.

## Palmares
- 1985-86 - Whitbread Round the World, 10e
- 1989-90 - Whitbread Round the World, 6e
- 1990 - Two-Handed Trans-Atlantic Race met Jean Maurel, winst
- 1992 - Solitaire du Figaro, winst
- 1993-94 - Whitbread Round the World, 7e
- 1998 - Solitaire du Figaro, winst
- 2000-01 - Vendée Globe, winst
- 2002 - Route du Rhum, winst
- 2004 - Single-Handed Trans-Atlantic Race, winst
- 2005 - Benoemd tot Ridder in het Legioen van Eer
- 2007 - Solitaire du Figaro, winst
- 2007 - Transat Jacques Vabre, winst
- 2008-09 - Vendée Globe, winst
- 2009 - Istanbul Europa Race, winst
- 2014-15 - Volvo Ocean Race